# Кромино (Грязовецкий район)
Кромино — упразднённая деревня в Грязовецком районе Вологодской области.
Входит в состав Ростиловского муниципального образования, с точки зрения административно-территориального деления — в Ростиловский сельсовет.
Расстояние по автодороге до районного центра Грязовца — 13,5 км, до центра муниципального образования Ростилово — 6,5 км. Ближайшие населённые пункты — Скородумка, Никола-Пенье, Пирожково.
По данным переписи в 2002 году постоянного населения не было.
2 мая 2020 года упразднена.